# Julius Frank (Maler)

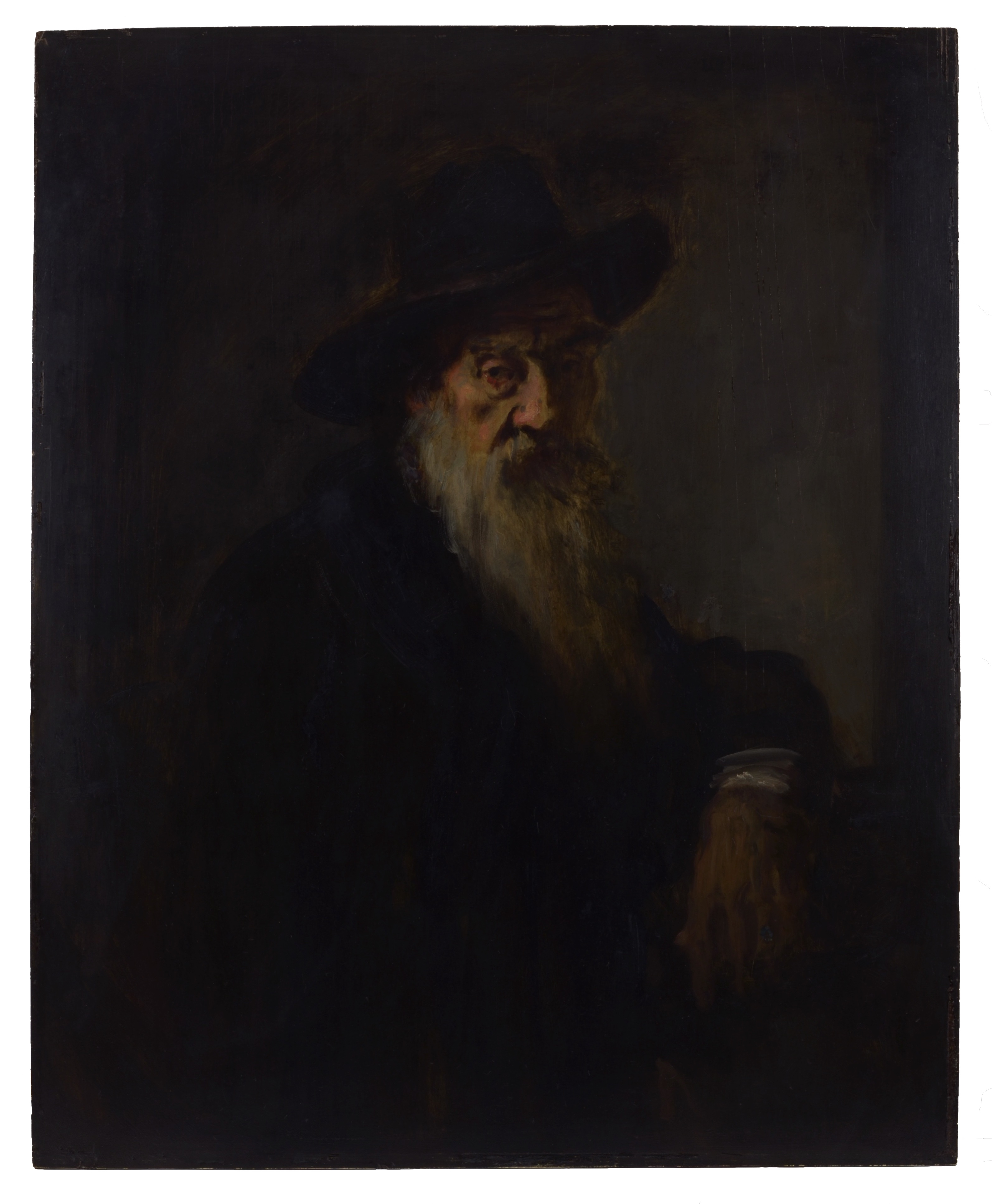
Leo Samberger: Porträt Julius Frank (1898)

Julius Frank (* 11. April 1826 in München; † 30. April 1908 ebenda) war ein deutscher Historienmaler und Steinzeichner.

## Leben
Frank war ein Sohn und Schüler des Porzellan- und  Glasmalers Michael Sigismund Frank (1. Juni 1770 bis 16. Januar 1847). Er schrieb sich am 5. November 1842 für ein Studium der Malerei an der Akademie der Bildenden Künste München ein. Hier widmete der sich  unter Claudius Schraudolph d. Ä. der religiösen Malerei und schuf in dessen strengem Stil für kleinere bayrische Kirchen Altarbilder, die aber in weiteren Kunstkreisen wenig bekannt wurden. Auch schuf er eine Reihe von Wandgemälden für das bayrische Nationalmuseum aus der kirchlichen und Profangeschichte, einen Zyklus von Darstellungen aus dem Neuen Testament für eine Kirche im Regierungsbezirk Posen und den Karton zu einem Wandgemälde in der Mariahilfkapelle am Gasteig zu München. Er erhielt bei einem Wettbewerb zu einem Hochaltarbild für die St. Georgskirche in Dinkelsbühl in Mittelfranken den 1. Preis und ein Reisestipendium, das ihn nach Italien führte. Er erhielt zudem den Auftrag für den erkrankten Josef Anton Fischer gemeinsam mit Franz Wurm im englischen Stonyhurst eine Freskenmalerei anzufertigen.
Werke (Auswahl)

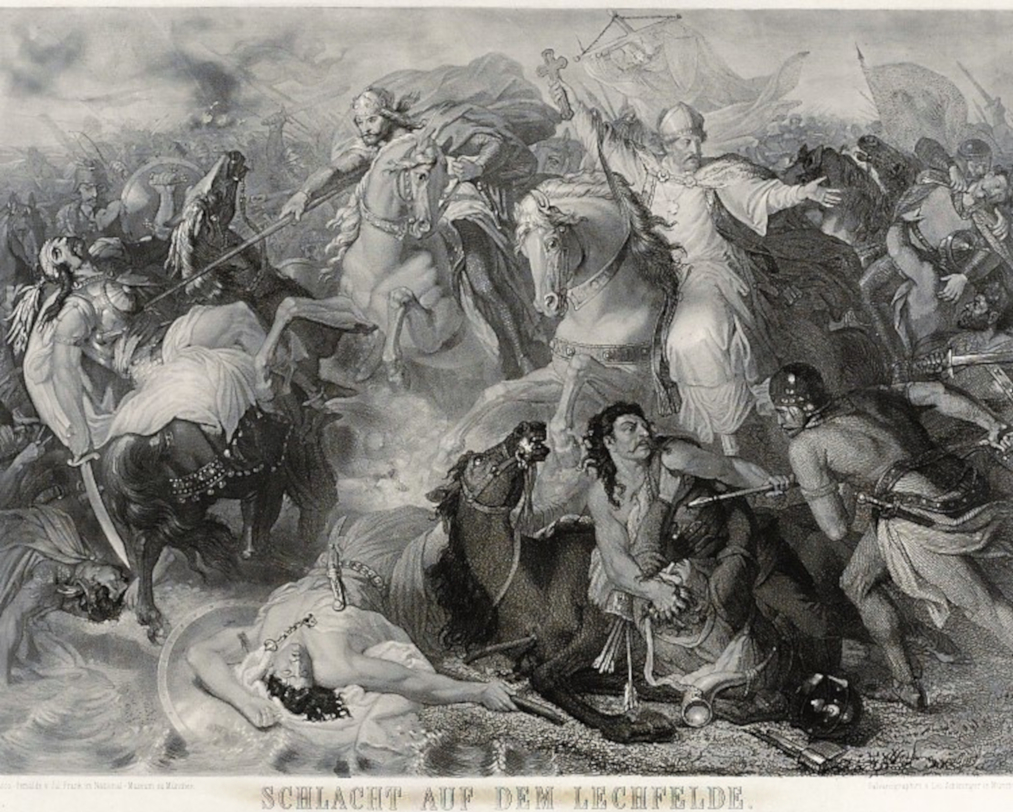
Die Schlacht auf dem Lechfeld am 10. August 955

- Der hl. Severin predigt um die Mitte des V. Jahrhunderts in Bayern das Christenthum[4]
- Herzog Thassilo II. gründet Herren-Chiemsee ais gelehrte Schule 782[4]
- Die hl. Afra erleidet den Martyrertod[4]
- Tiberius und Drusus, des Kaisers Augostus Stiefsöhne, als Gründer Augsburgs[4]
- Der hl. Ulrich kämpft an der Spitze der Bürger von Augsburg am 10. August 955 in der Schlacht auf dem Lechfelde unter Otto I. dem Grossen[4]
- Sanct Magnoald stiftet die Abtei Sct. Mang und eröffnet die Eisenwerke am Säuling, Anfang des VII. Jahrhunderts[4]